# 最も売れたアルバム一覧
最も売れたアルバム一覧（もっともうれたアルバムいちらん）は、全世界で非常によく売れた音楽アルバムの一覧である。

## 注意
本項目で扱う枚数の値は必ずしも正確ではないが、できる限り信頼性の高い、客観的な出典に基づいた数値を扱う。客観的出典においても推計に基づいている場合や、その1次資料がレコード会社自身が発表した数値の可能性もある。本項で挙げた作品以外にも、累計枚数が不明・未公表の作品もある。
さらに21世紀に入り、インターネットによる楽曲購入やサブスクリプションが音楽鑑賞の中心となったことで、従来の集計方法では計測できなくなった。また、アルバム自体の存在価値も、20世紀とは比較にならないほど薄れている。

## 最も売れたアルバム　ベスト10
| アーティスト               | アルバム                                   | 発表年 | 売上枚数 (単位:枚) |
| -------------------------- | ------------------------------------------ | ------ | ------------------ |
| マイケル・ジャクソン       | スリラー                                   | 1982   | 6500万             |
| AC/DC                      | バック・イン・ブラック                     | 1980   | 5000万             |
| ホイットニー・ヒューストン | ボディガード                               | 1992   | 4500万             |
| ピンク・フロイド           | 狂気                                       | 1973   | 4500万             |
| ミートローフ               | 地獄のロック・ライダー                     | 1977   | 4300万             |
| フリートウッド・マック     | 噂                                         | 1977   | 4000万             |
| シャナイア・トゥエイン     | カム・オン・オーヴァー                     | 1997   | 4000万             |
| ビージーズ                 | サタデー・ナイト・フィーバー               | 1977   | 4000万             |
| イーグルス                 | イーグルス・グレイテスト・ヒッツ 1971-1975 | 1976   | 3800万             |
| イーグルス                 | ホテル・カリフォルニア                     | 1976   | 3200万             |